# Kovács Krisztián (színművész, 1965)
Kovács Krisztián (Budapest, 1965. augusztus 15. –) magyar szinész, egykori gyerekszínész.

## Gyerekszínészi pályája
Az 1965-ben született Kovács Krisztián az 1970-es évek gyermekfilmjeinek meghatározó alakja volt. 
1969-től számos filmben szerepet kapott, mint például a Hahó, Öcsi!, Hahó, a tenger!, a Barátom Bonca, illetve 1976-ban az Operettszínházban még együtt játszhatott Latinovits Zoltánnal is A kutya, akit Bozzi úrnak hívtak című operettben.

## Filmjei
- A varázsló (színes magyar mesefilm, 1969)
- Csak egy telefon (1970)
- Kéktiszta szerelem (1970)
- Szerelmi álmok – Liszt (1970)
- Hahó, Öcsi! (színes magyar ifjúsági film, 1970)
- Hahó, a tenger! (színes magyar mesefilm, 1971)
- Reménykedők (1971)
- Az öreg bánya titka (ff, 1973)
- Keménykalap és krumpliorr 1-4. (1974)
- Családi kör (1974)
- Utánam, srácok! (színes magyar ifjúsági filmsorozat, 1975)
- Svédcsavar (színes magyar tévéfilmsorozat, 1975)
- Barátom, Bonca (színes magyar ifjúsági film, 1976)
- Gabi (fekete-fehér magyar tévéfilm, 1977)
- Rab ember fiai (színes magyar kalandfilm, 1979)
- Pityke (színes magyar rajzfilmsorozat, 1979)
- Karcsi kalandjai (színes magyar tévéfilm, 1980)
- Vőlegény (1982)

## Színházi szerepei
A Színházi adattárban regisztrált bemutatóinak száma: 1.
- Fényes Szabolcs–Békeffi István–G. Dénes György: A kutya, akit Bozzi úrnak hívtak... Filippo (szerepkettőzés, Fővárosi Operettszínház, 1976)
- Szomory Dezső: Hermelin... Péterke (Madách Színház, Domján Edit, Gábor Miklós, Tolnay Klári, Márkus László)